# Peter Schrøder

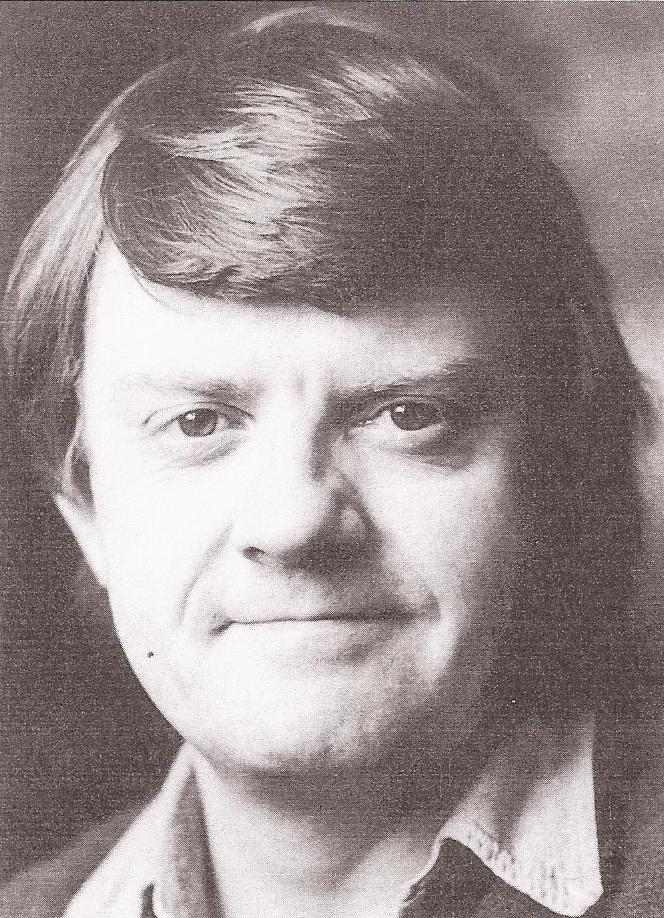
Peter Schrøder um 1988

Peter Schrøder (* 13. Juni 1946 in Vemb, Dänemark) ist ein dänischer Schauspieler, Regisseur und Theaterleiter.

## Biografie
Schrøder absolvierte von 1970 bis 1973 an der Statens Teaterskole eine Schauspielausbildung. Seitdem hatte er regelmäßig bis derzeit Auftritte als Theaterschauspieler am Gladsaxe Teater, Betty Nansen Teatret und am Det Kongelige Teater. Seit 2005 ist er auch Theaterleiter am Vendsyssel Teater. Sein Debüt als Schauspieler im Film hatte er in Ministeren og døden als Benny Pettersson. In vielen dänischen Film- und Fernsehproduktionen wirkte er bis derzeit ebenfalls als Filmschauspieler mit. Durch seine Monologe in der Satire-Sendung Den gode, den onde og den virk'li sjove von 1990 bis 1991 im dänischen Fernsehen DR1 eine weitere landesweite Aufmerksamkeit.
Darüber hinaus hatte er auch einige Hauptrollen, wie z. B. in den Fernsehserien Flemming og Berit und Madsen og co.
Schrøder hatte sich auch als Regisseur einen Namen gemacht, unter anderem in den Filmen: 1993 in Det forsømte forår , 1995 in Kun en pige und 2006 in Lotto.

## Auszeichnungen
- Olaf Poulsens Mindelegat (Olaf-Poulsens-Stipendium)
- 1982: Bodil als bester Nebendarsteller in den Film Gummi-Tarzan.
- 1991: Robert als bester Nebendarsteller in den Film Springflod.

## Familie
Peter Schrøder ist seit 1989 verheiratet mit der Kollegin und Schauspielerin Susanne Heinrich. Zuvor hatte er der mit Schauspielerin Hanne Uldal eine längere Beziehung und einen gemeinsamen Sohn Mikkel Schrøder Uldal (* 1974), der ebenfalls Schauspieler ist.

## Filmografie

### Film und Fernsehen
- 1976: Ministeren og døden
- 1977: Ministerens mord
- 1978: Honning Måne
- 1980: Der kleine Virgil und Orla, der Froschschnapper (Lille Virgil og Orla Frøsnapper)
- 1980: Kvindesind
- 1981: Langturschauffør
- 1981: Gummitarzan (Gummi-Tarzan)
- 1982–1983: Een stor Familie (Fernsehserie, 4 Folgen)
- 1983: Kurt und Valde – Ganoven mit Charme (Kurt og Valde)
- 1984: Buster, der Zauberer (Busters verden)
- 1984: Privatdetektiv Anthonsen (Anthonsen, Fernseh-Miniserie, 1 Folge)
- 1985: Elise
- 1986: Mord im Dunkeln (Mord i mørket)
- 1986: Barndommens gade
- 1987: Een gang strømer… (Fernseh-Miniserie, 4 Folgen)
- 1988: Rødtotterne og Tyrannos
- 1988: Himmel og helvede
- 1988–1989: Eleva2ren (Fernsehserie, 34 Folgen)
- 1988–1989: Station 13 (Fernsehserie, 8 Folgen)
- 1989: Verschiedene Welten (En verden til forskel)
- 1990: Jul i den gamle trædemølle (Fernsehserie, 22 Folgen)
- 1990: Springflut (Springflod)
- 1990–1991: Den gode, den onde & den virk'li sjove (Fernsehserie, 31 Folgen)
- 1991: Frech wie Krümel (Krummerne)
- 1991: Høfeber
- 1992: Sofie
- 1992: Krümel im Chaos (Krummerne 2 – Stakkels Krumme)
- 1993: Hjælp – Min datter vil giftes
- 1993: Kommissar Beck: Alarm in Sköldgatan (Brandbilen som försvann)
- 1994: Krümel hat Ferien (Krummerne 3 – Fars gode idé)
- 1994–1995: Landsbyen (Fernsehserie, 12 Folgen)
- 1995: Kun en pige
- 1996–2000: Madsen og Co. (Fernsehserie, 31 Folgen)
- 1999: Antenneforeningen
- 1999: Seth
- 1999: Klinkevals
- 2000: Juliane
- 2000: Hotellet (Fernsehserie, 1 Folge)
- 2002: At kende sandheden
- 2004: Krøniken (Fernsehserie, 1 Folge)
- 2005: Die blaue Grenze
- 2005: Der Richter (Dommeren)
- 2006: Der Traum (Drømmen)
- 2009: Kærestesorger
- 2009: Das Ende der Welt (Ved verdens ende)
- 2010: Borgen – Gefährliche Seilschaften (Borgen, Fernsehserie, 1 Folge)
- 2013–2014: Dicte (Dicte, Fernsehserie, 20 Folgen)

### Regisseur
- 1993: Det forsømte forår
- 1995: Kun en pige
- 2001: Miraklet i Amalfi
- 2003: Nikolaj og Julie (Fernsehserie)
- 2006: Lotto

### Drehbuchautor
- 1993: Det forsømte forår
- 2001: Miraklet i Amalfi